# مرس عنخ الثالثة
مرس عنخ الثالثة ، هي ملكة مصرية غير حاكمة أو زوجة ملك من الأسرة الرابعة ، و هي ابنة الملكة حتب حرس الثانية والأمير كاوعب و حفيدة الملك خوفو ، و قد كانت زوجة الملك خفرع.

## تاريخها
وكان والداها أخاً و أختاً ، و تزوجت من الملك خفرع و أنجبت له أربعة أبناء ذكور و ابنة واحدة :
1. نب إم أخت (دفن في مصطبة G8172).
2. ني وسر رع (له مقبرة غير مكتملة في الحقل الأوسط في جبانة الجيزة).
3. خنتركا (مذكور في مقبرة أمه).
4. دوا إن رع (دفن في مصطبة G5110).
5. شبست كاو (جاء ذكر هذه الأميرة في مصطبة أخيها نب إم أخت).[1]

و قد حملت الألقاب الملكية:
- ابنة الملك
- زوجة الملك
- عظيمة صولجان حتس.[2]

عندما توفيت بعد وقت قصير من انقضاء عهد الملك خفرع ، دفنت مرس عنخ في مصطبة مزينة بشكل كبير في الجيزة جنبا إلى جنب مع محراب مقطوع في الصخر (G7530-5440). و تقدم النقوش في المقبرة كل من تاريخ وفاتها و سير جنازتها ، التي حدثت بعد 272 يوما بعد وفاتها. و قد ماتت على ما يبدو خلال السنة الأولى من عهد ملك لم يذكر اسمه، ربما كان منكاورع.
و كان من المقرر أن تكون هذه المقبرة أصلا لأمها حتب حرس الثانية ، لكنها تبرعت بها بدلا من ذلك لاستخدام ابنتها - مما يشير إلى أن وفاة مرس عنخ كانت مفاجئة و غير متوقعة. كما زودت حتب حرس ابنتها بتابوت من الجرانيت الأسود مزين بواجهات القصر.
و قد تم اكتشاف قبرها من قبل عالم الآثار جورج ريزنر في 23 أبريل 1927، مع الحفريات اللاحقة التي قام بها فريقه نيابة عن جامعة هارفارد و متحف الفنون الجميلة في بوسطن.
و يقع التابوت و الهيكل العظمي للملكة اليوم في المتحف المصري بالقاهرة. و يظهر هيكلها أنها كانت بطول 1.54 متر ، و بين 50-55 سنة عند وفاتها كما احتوى القبر أيضا على مجموعة من الأواني الكانوبية المعروفة الاستخدام لحفظ أحشاء المتوفى و تمثال من الحجر الجيري يصور الملكة حتب حرس محتضنة ابنتها الراحلة مرس عنخ الثانية و تقع هذه الأشياء الآن في متحف الفنون الجميلة في بوسطن.